# 루트 누녜스
루트 누녜스(Ruth Núñez, 1979년 4월 7일 ~ )는 스페인의 배우이다.